# Junko Hori
Junko Hori (堀 絢子 Hori Junko?, Mukden, Liaoning, Manchukuo, 2 de febrero de 1942-18 de noviembre de 2024) fue una actriz y seiyū japonesa nacida en China. Está representada por Production Baobab.

## Biografía
Fue conocida como la voz de los protagonistas de Obake no Q-Taro, Ninja Hattori, y Chinpui; 3 trabajos de Fujiko Fujio. Como artista de doblaje, ella es conocida por el papel de Jerry en Tom y Jerry y de Bart Simpson.
Fue condecorada con el "Premio a la trayectoria" en la 11.ª edición de los Seiyū Awards, junto con sus colegas Kiyoshi Kobayashi y Mari Shimizu.

## Papeles interpretados

### Anime
- Ana de las Tejas Verdes (Josie Pai)
- Ashita no Joe 2 (Kinoko (Mushroom))
- Atashin'chi (Old Turtle Lady)
- Oishinbo (Tamayo Kurita)
- Kaibutsu-kun (1980s) (Nurse Claw)
- Kaze no Shoujo Emily (Abuela de Tom)
- Kyojin no Hoshi (Saburo)
- Crayon Shin-chan (Sakurako)
- Game Center Arashi (Tongarashi Ishino)
- Gokudo (Fortune Telling Baa-san)
- New Obake no Q-tarō (Q-tarō)
- Gundam Wing (Long Shirin)
- El Ceniciento (Dorothy Ozu)
- Chinpui (Chinpui)
- Tokyo Mew Mew (Enfermera de Mint)
- Dokonjō Gaeru (Shinpachi Goto)
  - New Dokonjō Gaeru (Goro)
- Doraemon
  - Versión NTV (Gachako)
  - Versión TV Asahi (Abuela de Suneo)
- Ninja Hattori (Kanzō Hattori)
- Himitsu no Akko-chan (1969) (Ganmo)
- Pink Lady Monogatari: Eikou no Tenshi-tachi (Keiko Masuda/Kei)
- Mach Go-Go-Go (Speed Racer) (Kurio Mifune (Spritle))
- Mama wa Shōgaku 4 Nensei (Ogin)
- Moomin (1969, 1972) (Mii)
- Taiyō no Ko Esteban (1982) (Tao; emisión 1982 original)

### Teatro de animación
- Night on the Galactic Railroad (Zanelli)
- Super Mario Bros.: Peach-Hime Kyushutsu Dai Sakusen! (Miss Endless, Jugem [Lakitu])
- Hols: Prince of the Sun (Potom, Phrep)
- Serie Ninja Hattori (Kanzō Hattori)
- Makoto-chan (Monta)
- Unico (Akuma-kun)

### Videojuegos
- Serie Ganbare Goemon (Sasuke)
- GeGeGe no Kitarō (Sunakake Babaa)

### Acción real
- Kaijuu Booska (Chamegon (voz))
- Ganbare!! Robocon (Robomero (voz))